# Ungheria ai XIV Giochi olimpici invernali
L'Ungheria partecipò ai XIV Giochi olimpici invernali, svoltisi a Sarajevo, Jugoslavia, dall'8 al 19 febbraio 1984, con una delegazione di 9 atleti impegnati in quattro discipline.